# Etmopterus granulosus
Etmopterus granulosus és una espècie de peix de la família dels dalàtids i de l'ordre dels esqualiforms.

## Morfologia
- Els mascles poden assolir 60 cm de longitud total.[2][3]

## Reproducció
És ovovivípar.

## Alimentació
Menja peixos osteïctis, calamars, gambes i crancs.

## Hàbitat
És un peix marí d'aigües profundes que viu entre 220–1620 m de fondària.

## Distribució geogràfica
Es troba tant al sud de Xile com de l'Argentina i a les Illes Malvines.